# Steve Cash
Pour l’article ayant un titre homophone, voir Cash.
Steven Carl Cash, né le 14 novembre 1979 et mort le 16 avril 2020, également connu sous le nom de SteveCash83, était l'un des deux principaux protagonistes de sa populaire série de sketchs comiques intitulée Talking Kitty Cat, aux côtés de son chat parlant, Sylvester. Steve aimait traîner dans la cuisine à parler à Gibson et Shelby, dérangeant indirectement Sylvester. Il est décédé le 16 avril 2020 des suites d'un suicide par arme à feu. Il compte 2,89 millions d'abonnés sur YouTube en janvier 2025. Sa femme, Celia DeCosta, a posté une vidéo sur sa chaîne Youtube le 3 juillet 2022, où elle exprime ce qu'elle ressentait à propos du décès de son mari.

## Biographie
Steven Carl Cash est né le 14 novembre 1979 à Oakland, en Californie, avant d'obtenir son diplôme d'études secondaires et de poursuivre son rêve de devenir musicien. Steve a déménagé à Boise, Idaho peu de temps après. Steve était le propriétaire de sa chaîne et a été vu et entendu dans chaque épisode qu'il a fait au fil des ans. Steve avait beaucoup d'autres émissions sur sa chaîne en plus de Talking Kitty, la plus populaire étant 4Steves. Steve n'avait pas d'ennemis communs et ses plats préférés étaient les hamburgers de McDonald's et les Hot Pockets. Steve Cash avait également un ennemi juré nommé Todd, qui gardait auparavant Sylvester comme son propre animal de compagnie et l'avait nommé Rufus.
Sylvester était le premier animal de Steve. Son deuxième animal était un chat Ragdoll nommé Ibanez. Ibanez a vécu avec Steve pendant 2 mois avant de disparaître en décembre 2008. Le troisième animal de Steve était un chien nommé Shelby. Le quatrième animal de Steve était un Lynx Point Ragdoll nommé Gibson. Il a trouvé Gibson sur une annonce Craigslist alors qu'il surfait sur Internet. Steve n'a ensuite plus eu d'animaux de compagnie pendant 3 à 4 ans avant qu'un 4e chat n'apparaisse dans la cour de sa résidence. Random Kitty a été trouvé dans l'arrière-cour de Steve sans antécédents et sans propriétaire. Steve a décidé de garder le chat. Le 5e animal de Steve, Gibbyson, était d'une portée de cinq chatons. Gibbyson a été choisie par Random Kitty comme celle qu'elle voulait garder. À ce moment-là, Gibson est malheureusement décédé. Le 6e chat de Steve, GG, a fait ses débuts dans Good News & Bad News.
Steve était marié à Celia DeCosta Cash, qu'il a rencontrée en 2009, pendant 2 ans jusqu'à son décès par suicide en avril 2020. Le couple a eu sept enfants.
Selon certaines sources, Steve était mormon.

## Mort
Le 16 avril 2020, le département de police de Nampa a répondu à un appel à 7 h 31 à la maison de Cash. Steve Cash était mort d'une blessure par balle auto-infligée à la poitrine, et la manière de la mort a été considérée comme un suicide,,,‘.
La nouvelle a attristé et choqué les fans de Steve. Beaucoup sont sortis pour rendre hommage, y compris le YouTuber Kardinal. Quince faisant un hommage speedpaint à Steve Cash. Le youtubeur Phantoms In Cold blood a rendu hommage à Steve Cash avec la chanson Frozen in Time, la même chanson que Steve a utilisée pour rendre hommage à son chat Gibson lorsqu'il est décédé en avril 2016. Le YouTuber TheMeanKitty a également réalisé une vidéo hommage à Steve Cash, le remerciant.